# Partido de Adolfo Gonzales Chaves
Adolfo Gonzales Chaves es uno de los 135 partidos de la provincia argentina de Buenos Aires. Su cabecera es la ciudad de Adolfo Gonzales Chaves y se ubica en el sudeste de la provincia. Limita con los municipios de Laprida, Coronel Pringles, Tres Arroyos, San Cayetano, Necochea y Benito Juárez. Se divide en 15 cuarteles numerados con números romanos.

## Toponimia
El nombre del partido fue tomado de su ciudad cabecera, que homenajea a Adolfo Gonzales Chaves, un hacendado y político argentino.
La ley n.º 3632 de creación del partido le dio el nombre de Gonzales Chaves, sin utilizar la palabra Adolfo y colocando una tilde sobre la a de Gonzales.
El decreto n.º 3401/66 de 25 de octubre de 1966 dispuso:

Artículo 1.º. Déjase establecido que la verdadera denominación del pueblo y partido de Adolfo Gonzales Chaves es como queda escrita y no como por error viene figurado hasta el presente.

## Vías de acceso
- Ruta Provincial 75
- Ruta Nacional 3

## Demografía
| Población | 13.239 | 12.799 | 13.163 | 12.808 | 12.747 | 12.037 | 12.047 | 12.914 |
| Variación | -      | -3,32% | +2,84% | -2,69% | -0,47% | -5,57% | +0,08% | +7,2%  |

### Estructura
La población total es de 12 914 personas, se encuentra repartida en 6 610 mujeres y 6 304 hombres, con un índice de masculinidad de 95,3 hombres por cada 100 mujeres. 
La edad mediana de la población es de 35 años (36 años entre las mujeres y 34 años entre los hombres).
El 15,3% de la población tiene más de 65 años (frente al 15,1% en 2010), y el 3,4% de la población tiene más de 80 años (registrando una leve disminución frente al 4,2% en 2010)

### Salud y educación
El 69,2% de la población tiene al menos un tipo de cobertura de salud. 
Unas 4 042 personas asisten a algún tipo de establecimiento educativo de cualquier nivel y unas 1 751 personas tienen un título terciario o superior (13,6% sobre el total de la población).
- Educación: escuelas públicas 36, escuelas privadas 4.
- Salud: hospitales y centros asistenciales: 4.

### Migraciones
De las personas residentes en el partido, unas 1 571 (12,1% del total de población) nacieron en otra provincia, y unas  94 (0,7% del total de población) lo hicieron fuera del país, siendo los grupos de inmigrantes más numerosos los provenientes de:
- Paraguay: 35 personas
- Bolivia: 15 personas
- España: 7 personas
- Chile: 6 personas
- Italia: 3 personas

### Hogares
En el partido hay un total de 5 962 viviendas  y 5 119 hogares. 
En cuanto al régimen de tenencia y regularidad de la propiedad de las viviendas, el 63,5% es propia, el 16,6% es alquilada, el 9,5% es cedida o prestada, y el resto se encuentra en otra situacón.
Sobre el total de hogares, 4 637 (90,5% del total) tiene acceso a red pública de agua corriente, 2 682 (52,4% del total) tiene desagüe y descarga a red pública cloacal, 3 390 (66,2% del total) tiene acceso a red pública de gas, y 4 007 (78,3% del total) tiene acceso a red de internet en la vivienda. 
Según el censo de 2001 realizado por el INDEC en el partido de Adolfo Gonzales Chaves hay 298 hogares con las necesidades básicas insatisfechas lo que representa el 7,7% del total de los hogares de dicho partido.

## Producción
Es una región agropecuaria, donde se cultiva principalmente soja, maíz, trigo, girasol, cebada, avena, lino y sorgo. En la industria sobresalen los rubros relacionados con el agro, especialmente carpintería y herrería rural.

## Turismo
El partido cuenta con establecimientos para turismo rural, pesca, caza y se practican diversos deportes náuticos. Es destacable el Club de Planeadores Otto Ballod. La ciudad de Gonzales Chaves es conocida como la "Capital Nacional del Vuelo a Vela".

## Gobierno
El Gobierno Municipal del Partido de Adolfo Gonzales Chaves está dividido en el poder ejecutivo, representado por el intendente, y el poder legislativo, representado por un Concejo Deliberante conformado por 12 integrantes y 4 consejeros escolares, todos elegidos democráticamente por un mandato de 4 años.

### Intendentes municipales desde 1983
| Intendente                | Mandato                                           | Partido | Partido | Alianza | Alianza | Elecciones |
| ------------------------- | ------------------------------------------------- | ------- | ------- | ------- | ------- | ---------- |
| José Luis Vissani         | 10 de diciembre de 1983 - 10 de diciembre de 1987 |         | PJ      |         | —       | 1983       |
| Aldo Osmar Pose           | 10 de diciembre de 1987 - 10 de diciembre de 1991 |         | UVGC    |         | —       | 1987       |
| Elba Neli Álvarez         | 10 de diciembre de 1991 - 10 de diciembre de 1995 |         | UCR     |         | —       | 1991       |
| Carlos Américo González   | 10 de diciembre de 1995 - 10 de diciembre de 1999 |         | PJ      |         | FREJUFE | 1995       |
| Carlos Américo González   | 10 de diciembre de 1999 - 10 de diciembre de 2003 |         | PJ      | CJ      | 1999    |            |
| Luis Daniel Vissani       | 10 de diciembre de 2003 - 10 de diciembre de 2007 |         | UVGC    |         | —       | 2003       |
| Luis Daniel Vissani       | 10 de diciembre de 2007 - 10 de diciembre de 2011 | 2007    | UVGC    |         | —       |            |
| José Alberto Martínez     | 10 de diciembre de 2011 - 10 de diciembre de 2015 |         | UVGC    | 2011    | —       |            |
| Eduardo Marcelo Santillán | 10 de diciembre de 2015 - 10 de diciembre de 2019 |         | PJ      |         | FPV     | 2015       |
| Eduardo Marcelo Santillán | 10 de diciembre de 2019 - 10 de diciembre de 2023 |         | PJ      | FdT     | 2019    |            |
| Miriam Lucía Gómez        | 10 de diciembre de 2023 - En el cargo             |         | UCR     |         | JxC     | 2023       |

### Poder Legislativo

#### Concejo Deliberante
El Honorable Concejo Deliberante de Adolfo Gonzales Chaves tiene sede en Bartolomé Mitre 201, en la ciudad de Adolfo Gonzales Chaves, cabecera del partido. A continuación, su composición actual para los ciclos 2021-2025 y 2023-2027:
| Concejal/Concejala     | Bloque | Bloque               | Inicio del Mandato | Fin del Mandato |
| ---------------------- | ------ | -------------------- | ------------------ | --------------- |
| Juliana Dekker         |        | Juntos por el Cambio | 2021               | 2025            |
| Mateo Cerri            |        | Juntos por el Cambio | 2021               | 2025            |
| Ludmila Anahí Prieto   |        | Juntos por el Cambio | 2021               | 2025            |
| Silvina Gachetegui     |        | Juntos por el Cambio | 2023               | 2027            |
| Pablo Pafundi          |        | Juntos por el Cambio | 2023               | 2027            |
| Florencia González     |        | Juntos por el Cambio | 2023               | 2027            |
| José Eduardo Garibotti |        | Unión por la Patria  | 2021               | 2025            |
| Albertina Oronó        |        | Unión por la Patria  | 2021               | 2025            |
| Matías Veloz           |        | Unión por la Patria  | 2021               | 2025            |
| Miguel Milesi          |        | Unión por la Patria  | 2023               | 2027            |
| María Jesús Alberdi    |        | Unión por la Patria  | 2023               | 2027            |
| Santiago Antoli        |        | Unión por la Patria  | 2023               | 2027            |

#### Consejo Escolar
| Consejero/Consejera | Bloque | Bloque               | Inicio del Mandato | Fin del Mandato |
| ------------------- | ------ | -------------------- | ------------------ | --------------- |
| Silvana Orbegozo    |        | Juntos por el Cambio | 2021               | 2025            |
| Beatriz Valiente    |        | Juntos por el Cambio | 2023               | 2027            |
| Walter Aranzabe     |        | Juntos por el Cambio | 2023               | 2027            |
| Gaspar Gándara      |        | Unión por la Patria  | 2021               | 2025            |

## Localidades del Partido
- Gonzales Chaves: 8.613 habitantes, 51,8% mujeres, 48,2% hombres
- De la Garma: 1.801 habitantes, 51,2% mujeres, 48,8% hombres
- Juan Eulogio Barra: 252 habitantes, 48,8% mujeres, 51,2% hombres
- Vásquez: 35 habitantes, 54,3% mujeres, 45,7% hombres

### Parajes
- Álzaga
- Pedro Próspero Lasalle
- Chapar